# 悲憐上帝的小女兒
《悲憐上帝的小女兒》（法語：Ponette）是一部於1996年上映的。該片由賈克·杜瓦雍執導。電影講述了四歲女孩波妮特（薇朵儿·希维索飾）逐漸接受母親在車禍中喪生的事實。
電影獲得好評，尤其是當時才四歲的希维索的演技。

## 劇情
故事開始前，波妮特的母親（瑪麗·特蘭蒂尼昂飾）死於車禍，而波妮特存活下來，但斷了其中一支手臂，因此必須上石膏。
在她母親死後，父親（札維耶·波瓦飾）就跟阿姨（克萊爾·妮伯特飾）跑了，留下了小女孩與她的表姐馬蒂亞茲（馬蒂亞茲·布魯荷爾·卡托飾）和德爾芬（德爾芬·希爾茲飾）。波妮特和她的表姐之後送去寄宿学校。當她在那裏被取笑沒有母親時，對母親的失去變得更加強烈和痛苦 。
波妮特還無法面對母親以死去，她決定去尋找她。波妮特變得更加孤僻，並花費大部分時間等待母親歸來。
當苦苦等待無果，波妮特爭取幫助她在學校的朋友艾達（萊奧波丁·塞雷飾）成為「神的孩子」，希望能說服神將母親還給她，但這都是枉然。
最後，波妮特在墓地並因母親而哭泣，突然母親出現安慰他並要求活出自我而且不要老是哭。母親說她不可能持續回來，所以波妮特一定要振作，並跟父親開心生活。
接著，她身上穿了件進去墓地前沒有出現的毛衣，而父親對此回應：「我有段時間沒看到這件毛衣了。」

## 角色
- 薇朵儿·希维索 飾 波妮特
- 德爾芬·希爾茲 飾 德爾芬
- 馬蒂亞茲·布魯荷爾·卡托 飾 馬蒂亞茲
- 萊奧波丁·塞雷 飾 艾達
- 瑪麗·特蘭蒂尼昂（英语：Marie Trintignant） 飾 母親
- 札維耶·波瓦 飾 父親
- 克萊爾·妮伯特（英语：Claire Nebout） 飾 克萊兒阿姨

## 專業評價
根據匯總評價網站爛番茄根據22篇影片，電影的新鮮度為91%，平均分為8.2（滿分10分）。

## 榮譽
| 獎項/影展            | 範疇                 | 提名者        | 結果 |
| -------------------- | -------------------- | ------------- | ---- |
| 國家評論協會         | 最佳外語片           |               | 獲獎 |
| 紐約影評人協會       | 最佳外语片           |               | 獲獎 |
| 線上影評人協會       | 最佳外語片           |               | 提名 |
| 線上電影和電視協會獎 | 最佳突破女演員       | 薇朵儿·希维索 | 獲獎 |
| 線上電影和電視協會獎 | 最佳外語片           |               | 提名 |
| 聖保羅國際電影節     | 影評人獎             |               | 獲獎 |
| 衛星獎               | 最佳外語片           |               | 提名 |
| 德克薩斯影評人協會獎 | 最佳外語片           |               | 亚军 |
| 威尼斯影展           | 沃爾庇杯最佳女演員獎 | 薇朵儿·希维索 | 獲獎 |
| 威尼斯影展           | 費比西獎             |               | 獲獎 |
| 威尼斯影展           | OCIC獎               |               | 獲獎 |
| 威尼斯影展           | Sergio Trasatti獎    |               | 獲獎 |
| 威尼斯影展           | 金獅獎               |               | 提名 |
| 年輕藝人獎           | 最佳家庭外語片       |               | 獲獎 |
| 年輕藝人獎           | 最佳外語片年輕演員   | 薇朵儿·希维索 | 獲獎 |

## 外部鏈接
- 互联网电影数据库（IMDb）上《悲憐上帝的小女兒》的资料（英文）